# Баїсубані (Лаґодехі)
Баїсубані (груз. ბაისუბანი) — село в Грузії.
За даними перепису населення 2014 року в селі проживає 888 осіб.